# Hoàng Xán Xán
Hoàng Xán Xán (giản thể: 黄灿灿, phồn thể: 黃燦燦, bính âm: Huáng Càn Càn; sinh ngày 28 tháng 2 năm 1995) là một nữ diễn viên người Trung Quốc, trực thuộc công ty giải trí Filmko Entertainment.

Hoàng Xán Xán

## Sự nghiệp
Ngày 26 tháng 7 năm 2013, Hoàng Xán Xán tham gia sự kiện tuyển chọn Nữ Thần Ngôi Sao được tổ chức tại Trung tâm Himalaya Thượng Hải, cuối cùng đã giành được vị trí thứ hai với 2 533 636 phiếu bầu, sau đó liền trở nên nổi tiếng hơn trên Internet. Ngày 16 tháng 8, cô tham gia chương trình truyền hình Thiên Thiên Hướng Thượng của đài Hồ Nam TV.
Ngày 19 tháng 12 năm 2014, Hoàng Xán Xán tham gia Tam Giáo Tranh Bá Tái của chương trình truyền hình Running Brothers trên kênh Chiết Giang TV. Cùng năm, cô góp mặt trong bộ phim tình cảm lãng mạn Spicy Hot In Love cùng với Hà Nhuận Đông và Trương Tử Lâm, trong phim cô đảm nhận nhân vật Đặng Vũ Kỳ, một du khách từ Los Angeles đến Hàng Châu dạo chơi.
Năm 2015, cô diễn chính trong bộ phim tình cảm thanh xuân Bong Bóng Mùa Hè của đạo diễn Lại Tuấn Vũ, cô vào vai một Duẫn Hạ Mạt lạnh lùng vô tình.
Tháng 3 năm 2016, cô đóng vai chính trong bộ phim thanh xuân Bán Thục Thiếu Nữ do Trần Lập Khiêm làm đạo diễn, cô đóng vai một đại tỷ có vẻ ngoài thanh tú lại mang tính cách mạnh mẽ. Sau đó, cô tham gia ghi hình cho chương trình thực tế hoạt hình Golden Eagle Puppet Story. Tháng 9, anh góp mặt trong bộ phim ma thuật Phế Sài Lão Ba ủa đạo diễn Châu Vỹ với vai diễn Angela.
Tháng 7 năm 2017, bộ phim trinh thám giả tưởng cổ trang Đại Tống Bắc Đẩu Tư do Hoàng Xán Xán hợp tác diễn cùng Đại Lộ Oa, Từ Khả, Trương Vũ Kiếm được chính thức khai máy tại Hoành Điếm, cô đóng vai Khai Dương, một nhà phát minh ngây thơ. Tháng 8, bộ phim do cô hợp tác cùng Phạm Thế Kỳ diễn chính trong bộ phim tình cảm chiếu mạng My Weird Boyfriend chính thức lên sóng, trong phim cô vào vai tác giả truyện internet Phí Phi.
Tháng 1 năm 2018, Hoàng Xán Xán phát hành đĩa đơn đầu tiên của mình có tên "Thiên Hắc Hắc" và cũng nhờ vào ca khúc này mà cô đã giành được giải thưởng Nữ ca sĩ mới của năm tại Tịnh Bằng Tá Cai.
Tháng 1 năm 2019, bộ phim tâm lý tình cảm Mạc Hậu Chi Vương do cô hợp tác với Châu Đông Vũ cùng La Tấn được chính thức phát sóng trên kênh Dragon TV và Bắc Kinh TV. Ngày 29 tháng 8, bộ phim tình cảm đô thị Chàng Trai Mowgli Của Tôi với sự tham gia của Mã Thiên Vũ và Dương Tử được phát sóng, trong phim cô đóng vai bạn thân của Lăng Hy – Đường Trừng.
Năm 2020, bộ phim tình cảm cổ trang Ly Nhân Tâm Thượng được chính thức phát sóng, trong phim cô vào vai một cô gái dũng cảm theo đuổi tình yêu, Khổng Tước thiếu nữ tính cách thẳng thắn Tô Nếp Nếp. Ngày 8 tháng 10, bộ phim hài lãng mạn Hello My Girl do cô diễn chính chính thức khai máy, trong phim cô đóng vai một cô gái người Đông Bắc – Triệu Đa Đa. Cùng năm, cô tham gia vào bộ phim truyền hình hài nhẹ nhàng Two Conjectures About Marriage.

## Danh sách phim

### Phim điện ảnh
| Năm            | Tựa đề               | Tựa đề gốc           | Vai           | Ghi chú   |
| -------------- | -------------------- | -------------------- | ------------- | --------- |
| 2013           | Thu Tùy Hằng Mỹ      | 秋隋恒美             | Cẩn Huyên     | Vai phụ   |
| 2016           | Spicy Hot In Love    | 爱情麻辣烫之情定终身 | Đặng Vũ Kỳ    | Vai phụ   |
| 2016           | Bán Thục Thiếu Nữ    | 半熟少女             | Hoàng Xán Xán | Vai chính |
| 2016           | Bong Bóng Mùa Hè     | 泡沫之夏             | Duẫn Hạ Mạt   | Vai chính |
| 2017           | Kỳ Huyễn Khải Kỳ Lục | 奇幻启示录           | —             | Vai phụ   |
| 2019           | Phế Sài Lão Ba       | 废柴老爸             | Angela        | Vai phụ   |
| Chưa phát sóng | Mô Phạm Thanh Niên   | 模范青年             | —             | Vai phụ   |

### Phim truyền hình/Phim chiếu mạng
| Năm            | Tựa đề                               | Tựa đề gốc         | Vai               | Ghi chú   |
| -------------- | ------------------------------------ | ------------------ | ----------------- | --------- |
| 2017           | Người đàn ông kì quái trong nhà      | 我家来了个怪男人   | Phí Phi           | Vai chính |
| 2018           | Kế hoạch yêu đơn phương              | 单恋大作战         | Hồ Dong           | Vai phụ   |
| 2019           | Mạc Hậu Chi Vương                    | 幕后之王           | Tần Tiêu          | Vai phụ   |
| 2019           | Đại Tống Bắc Đẩu Tư                  | 大宋北斗司         | Khai Dương        | Vai phụ   |
| 2019           | Bạch Phát Vương Phi                  | 白发               | Trầm Ngư          | Vai phụ   |
| 2019           | Chàng Trai Mạc Cách Ly Của Tôi       | 我的莫格利男孩     | Đường Trừng       | Vai phụ   |
| 2020           | Ly Nhân Tâm Thượng                   | 离人心上           | Tô Nếp Nếp        | Vai phụ   |
| 2020           | Kịch bản yêu đương của chàng và nàng | 她和他的恋爱剧本   | Nư y sinh         | Vai phụ   |
| 2021           | Đấu La Đại Lục                       | 斗罗大陆           | Hồ Liệt Na        | Vai phụ   |
| 2022           | Hai Kiểu Phỏng Đoán Về Hôn Nhân      | 婚姻的两种猜想     | Dương Mạn Mạn     | Vai phụ   |
| 2022           | Xin Chào, Bạn Gái Đông Bắc Của Tôi   | 侬好，我的东北女友 | Triệu Đa Đa       | Vai chính |
| Chưa phát sóng | Sở Thiên Diêu                        | 楚天遥             | Lâm Chi Diêu      | Vai chính |
| Chưa phát sóng | Mối tình đầu lần thứ hai             | —                  | Châu Tưởng Tưởng  | —         |
| Chưa phát sóng | Trường Tương Tư                      | 长相思             | Phòng Phong Ý Ánh | Vai phụ   |